# Andrej Žigon
Andrej Žigon – Aleluja, slovenski pesnik, popotnik, dobrotnik, fotograf in igralec, * 9. januar 1952, Logatec, † 2003.

## Življenje in delo
Poleg svojega umetniškega delovanja je bil znan po svojem boemskem življenju in kot en večjih dobrotnikov za misijon p. Pedra Opeke na Madagaskarju, za katerega je zbiral denar in pogosto organiziral dobrodelne koncerte ter druge prireditve ter razširjal glas o p. Opeki in njegovem delu. Pogosto je gostoval v pogovornih oddajah Radia Slovenija.

### Poezija
- Zeleni oblaki (1971)
- Krt v sedlu (1986)
- Regratov venec (2004,  Mohorjeva družba Celovec)

Veliko je objavljal v revialnem tisku.

## Filmografija
- Pod sinjim nebom (1989)
- Carmen (1996)
- Odklop (1997 - 1999) (pogosto gostovanje in oddaja o njem)[3]
- Čuki - Poletna (1997) (videospot)

## Fotografske razstave
Logatec 5x, Postojna, Cerknica, Portorož, Ljubljana 5x, Sežana, Dutovlje, Dorenberg, Dobrovo, Štanjel - Viljenica 93, Polzela, Maribor...